# André the Giant
André René Roussimoff (Grenoble, 19 de mayo de 1946-París, 28 de enero de 1993), conocido como André the Giant (André el Gigante) fue un luchador profesional y actor francés. Su extraordinaria estatura y corpulencia se debía al gigantismo.
Dentro de sus logros como luchador destacan un reinado como Campeón Mundial Peso Pesado de la WWF y otro como Campeón Mundial de Parejas de la WWE. En 1993, tras su muerte, se convirtió en el miembro inaugural del Salón de la Fama de la WWE y único miembro de la clase del año 1993. De hecho, fue gracias a André que el Salón de la Fama de WWE fue creado.
Fuera de la lucha libre, es más conocido por aparecer como «Fezzik», el gigante en la película The Princess Bride de 1987.

## Primeros años
Son tres localidades francesas diferentes las que figuran como lugar de nacimiento de André René Roussimoff: Coulommiers, Grenoble y Moliens. se desconoce en cuál de las tres ciudades nació André pero es probable que haya nacido en Grenoble debido a su residencia artística y biografía allí. Fue hijo de Boris y Mariann Roussimoff, un matrimonio de ascendencia búlgara y polaca, y André fue el tercero de cinco hermanos. Su apodo mientras era criado fue "Dédé".
De niño mostró síntomas de gigantismo de forma muy temprana, llegando a medir 191 cm (6 pies y 3 pulgadas) de altura y pesar 94 kg (208 libras) a los 12 años. Es una enfermedad que produce un aumento en la secreción de la hormona del crecimiento por disfunción de la glándula pituitaria, lo que origina un crecimiento exagerado. Si el crecimiento empieza después de la adolescencia, una vez cerrada la epífisis del hueso, la condición se conoce como acromegalia.
En 1953 el dramaturgo irlandés Samuel Beckett adquirió con ayuda de Boris Roussimoff, padre de André, algunas tierras cerca de una aldea a unos 60 kilómetros al noroeste de París. Cuando Beckett se enteró de que su hijo André tenía problemas para ir a la escuela debido a su enorme tamaño, ya que no cabía en el autocar escolar, se ofreció a llevarlo diariamente al colegio en su propia camioneta. Cuandó a André se le preguntaba posteriormente por los viajes con Samuel Beckett (quien en 1969 recibiría el Premio Nobel de Literatura) reveló que no hablaban de otra cosa más que de cricket.
André Roussimoff era un buen estudiante, en especial con las Matemáticas, pero dejó la escuela después del octavo grado, ya que pensó que tener educación secundaria no sería esencial para ser un campesino. Pasó años trabajando en la granja de su padre, donde, de acuerdo con su hermano Jacques, podría hacer el trabajo de tres hombres. También fue aprendiz de carpintería, y luego trabajó en una factoría que fabricaba motores para empacadoras. Ninguna de estas ocupaciones, sin embargo, le satisficieron.

## Carrera

### Inicios
A los 20 años, Roussimoff se mudó a París y se le enseñó lucha libre profesional por un promotor local que reconocía el potencial del tamaño de Roussimoff. Entrenaba de noche y trabajaba en la mudanza durante el día para ganarse la vida. Roussimoff fue nombrado como Géant Ferré, un nombre basado en el héroe del folclore francés Grand Ferré, y empezó a luchar en París y áreas cercanas. El promotor y luchador canadiense Frank Valois conoció a Roussimoff en 1966, volviéndose su asesor de negocios. Roussimoff se hizo gradualmente famoso luchando en Reino Unido, Alemania, Australia, Nueva Zelanda, y África.
Hizo su debut en Japón en 1970, con el nombre de Monster Roussimoff, luchando para la International Wrestling Enterprise. Luchando tanto en solitario como en parejas, rápidamente se volvió el campeón en Parejas de la empresa junto a Michael Nador. Durante su época en Japón, los doctores le informaron por primera vez a Roussimoff que sufría gigantismo.
Roussimoff se mudó a Montreal, Canadá, donde se volvió un éxito inmediato, con frecuencia llenando el Montreal Forum. Sin embargo, los promotores ya no tenían contendientes aptos para él, y ya que la novedad de su tamaño empezó a desvanecerse, las ventas empezaron a disminuir. Roussimoff fue derrotado por Adnan Al-Kaissie en Bagdad en 1971, y luchó en varias ocasiones en la American Wrestling Association (AWA) de Verne Gagne como atracción especial hasta que Valois acudió a Vince McMahon Sr., fundador del World Wide Wrestling Federation (WWWF), por consejo. McMahon sugirió algunos cambios. Sentía que Roussimoff debería ser retratado como un monstruo enorme e inmovible, y para mejorar la percepción de su tamaño, McMahon desalentó a Roussimoff de realizar movimientos como los dropkicks (aunque era capaz de realizar dichas maniobras ágiles antes de que su salud se deteriorara). También empezó a referirse a Roussimoff como Andre The Giant y preparar un horario intenso de viajes, prestándolo a asociaciones de lucha libre alrededor del mundo, para evitar que fuera sobrexpuesto en cualquier área. Los promotores tenían que garantizar a André una cierta cantidad de dinero además de pagar la cuota de la WWWF de McMahon.

### World Wide Wrestling Federation/World Wrestling Federation (1973-1992)

#### «Racha invicta» (1973-1987)

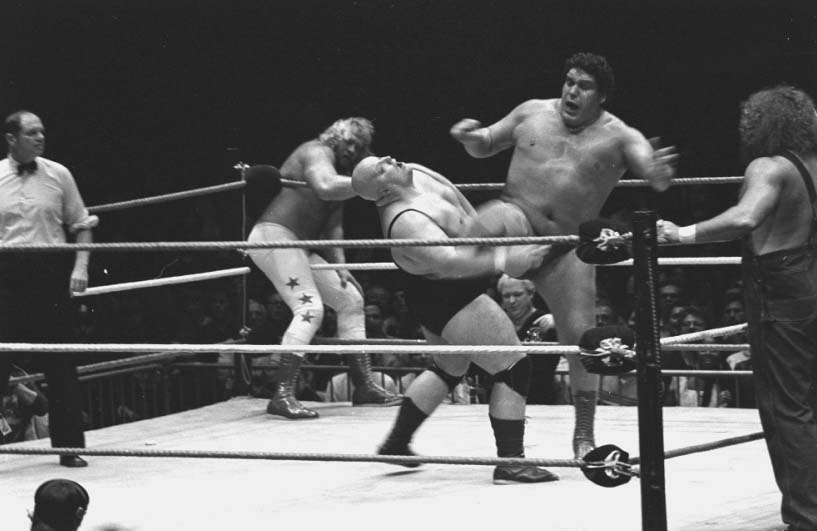
André aplicando un Big Boot a King Kong Bundy

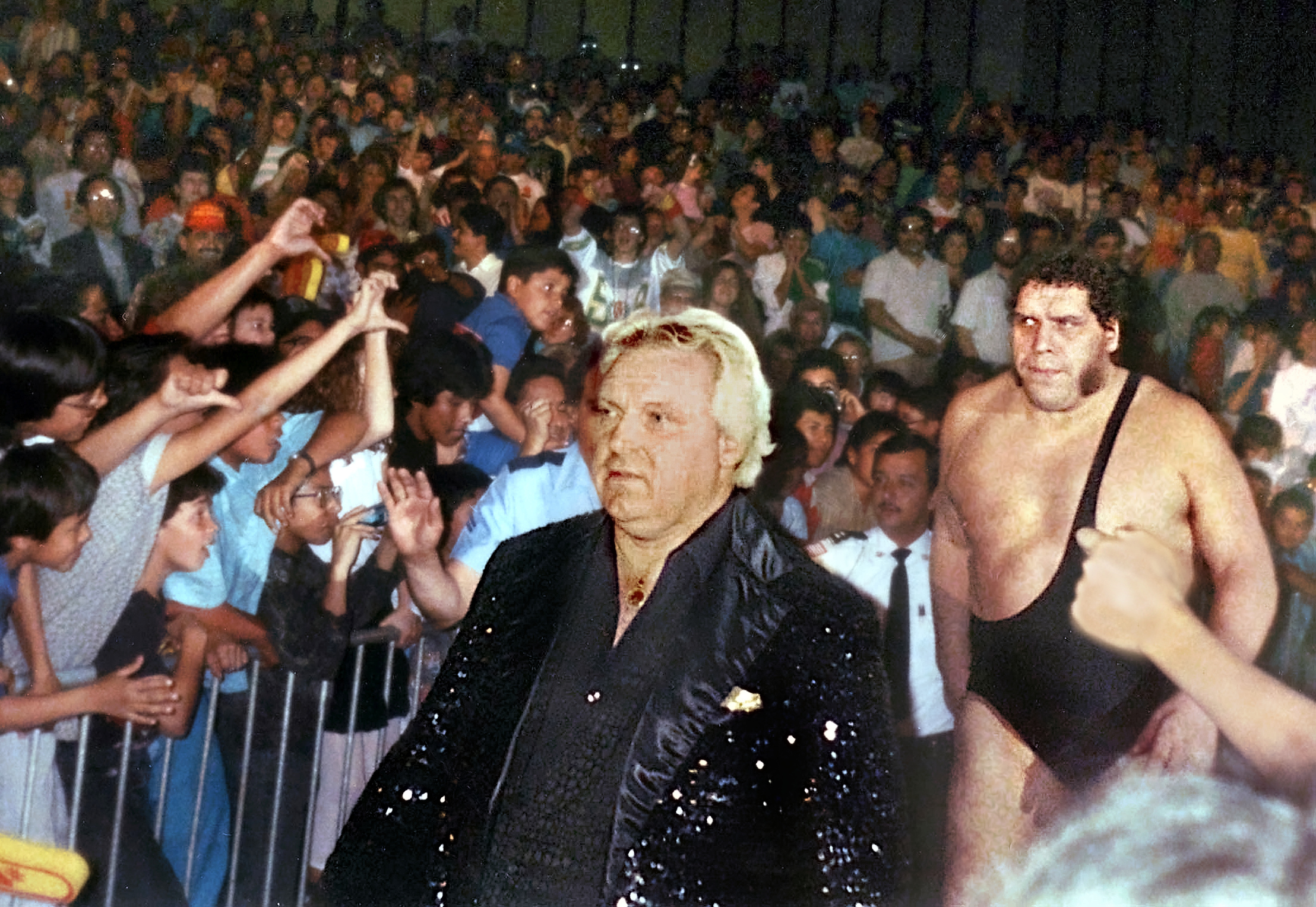
André junto a su mánager, Bobby "The Brain" Heenan.

El 26 de marzo de 1973, André debutó en la World Wide Wrestling Federation (más tarde la World Wrestling Federation) como un favorito de los fanes derrotando a Buddy Wolfe.
André fue uno de los favoritos más amados de la lucha libre profesional a través de los años 70 e inicios de los años 80. Por esto, Gorilla Monsoon frecuentemente decía que André nunca había sido derrotado por 15 años por caída o rendición antes de Wrestlemania III; sin embargo, André había perdido en luchas fuera de la WWF: una derrota por caída en México contra Canek en 1984 y una derrota por rendición en Japón contra Antonio Inoki en 1986. También tuvo empates por límite de tiempo de 60 minutos contra dos de los grandes campeones mundiales de la época, Harley Race y Nick Bockwinkel.
En 1976, André peleó contra el boxeador profesional Chuck Wepner, en una pelea de boxeador contra luchador. La pelea fue transmitida vía telecast como parte del cartel de la pelea entre Muhammad Ali contra Antonio Inoki y terminó cuando André arrojó a Wepner encima de la tercera cuerda y fuera del ring.
Otra contienda involucró a un hombre que se consideraba "The True Giant" (El Verdadero Gigante) de la lucha libre: Big John Studd. André y Studd lucharon para tratar de determinar quién es el verdadero Gigante de la lucha libre. En diciembre de 1984, Studd llevó la pelea a un nuevo nivel cuando él y su socio Ken Patera noquearon a André durante una pelea de equipos y procedió a cortar el pelo de André. Después de obtener Venganza en Patera, André desafió a Studd a un "Body Slam Challenge" en el primer WrestleMania, el 31 de marzo de 1985. André derrotó a Studd al ganar el combate y recoger el premio de $15,000, a continuación, procedió a tirar el dinero en efectivo a los aficionados antes de que el mánager de Studd, Bobby " The Brain" Heenan robara la bolsa.
Al año siguiente en WrestleMania 2, el 7 de abril de 1986, André continuó mostrando su dominio al ganar una Battle Royal de Veinte hombres, André eliminó por último a Bret Hart para ganar el combate.
Después de WrestleMania 2, André continuó su contienda con Studd y King Kong Bundy. Por esa época André solicitó un permiso de ausencia para atender sus problemas de salud. También había conseguido un papel en la película The Princess Bride. Para explicar la ausencia de André, Bobby Heenan decía que André le tenía miedo a Studd y Bundy. Andre regresó con un socio de su elección para luchar contra Studd y Bundy en una pelea por equipos. En 1986 André comenzó a usar una máscara y compitiendo como "Giant Machine", a finales de 1986 cuando "Giant Machine" "desapareció", André volvió a combatir sin máscara pero como Heel.

#### Campeón de la WWF y varias rivalidades (1987-1988)
En 1987 volvió a su contienda con el entonces Face Hulk Hogan, el 21  de febrero de 1987 ambos participaron en un Battle Royal donde André eliminó a Hogan. En WrestleMania 3, Hogan derrotó a Andre después de aplicarle un "Leg Drop". En realidad André había accedido a perder el combate tiempo antes, sobre todo por razones de salud. En Survivor series el Team André derrotó al team Hogan, después de que André cubriera a Bam Bam Bigelow.
Mientras tanto, "The Million Dollar Man" Ted DiBiase, no logró persuadir a Hogan que le vendan el Campeonato de la WWF. Después de no poder derrotar a Hogan en una serie combates, DiBiase compró a André, actuando como su asesino a sueldo. Andre ganó el título de la WWF de Hogan (Su primer título) el 5 de febrero de 1988. Después de ganar André "vendió" el título a DiBiase, pero la transacción fue declarada nula por el entonces presidente de WWF Jack Tunney y el título quedó vacante. La contienda con Hogan terminó después de un combate de Steel Cage, el 31 de julio de 1988. En SummerSlam de 1988 André y DiBiase (Anunciados como "The Mega Bucks ") fueron derrotados por Hulk Hogan y  "Macho Man" Randy Savage (Conocidos como The Mega Powers) después de que Savage cubriera a DiBiase después de un "Leg Drop" de Hogan y un "Diving Elbow Drop" de Savage.

#### 1988-1990

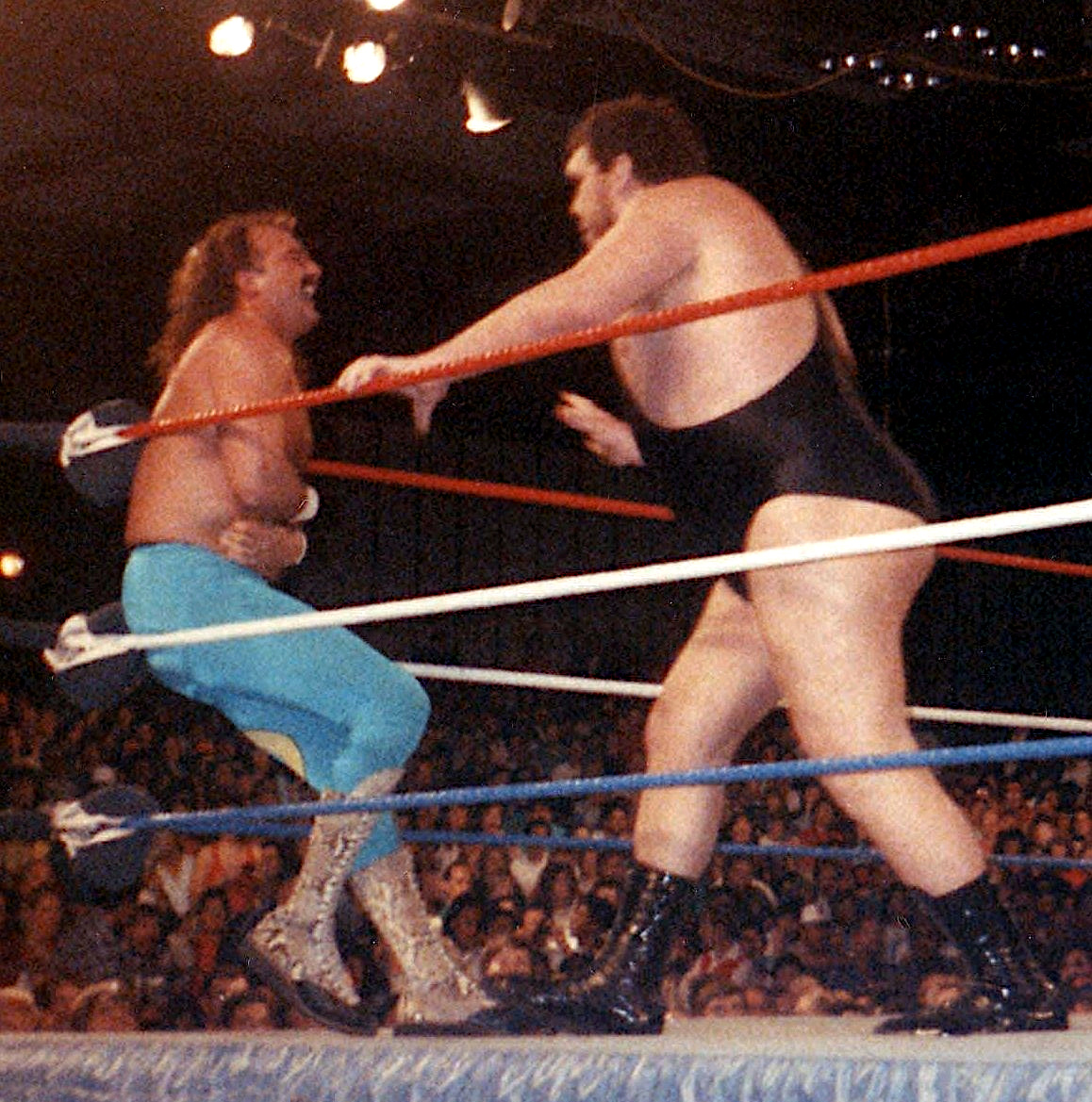
André en su contienda con Jake Roberts.

La siguiente contienda de André fue contra Jake Roberts. En esta historia, se dijo que André le tenía miedo a las Serpientes, Roberts en un Main Event, lazó su Serpiente, Damien, por el miedo de André; como resultado sufrió un leve ataque al corazón (Kayfabe) y juro venganza. Durante las próximas semanas, Roberts frecuentemente se acercaba al ringside durante los partidos de André. A lo largo de su contienda (que los llevó a WrestleMania V), Roberts utilizaba constantemente a Damien (su Serpiente) para obtener ventaja psicológica sobre André mucho más grande y más fuerte.
En 1989, André y Big John Studd (quien hacía su regreso después de 2 años) repitieron brevemente su contienda, esta vez con Studd como Face y André como Heel, durante el verano y el otoño de 1989.
A finales de 1989, André se unió con el también miembro de la Familia Heenan, Haku para formar un equipo llamado The Colossal Connection donde rápidamente ganaron los Campeonatos en Parejas de la WWF el 13 de diciembre de 1989, derrotando a Demolition. André y Haku defendieron con éxito sus títulos en varias peleas en contra de Demolition, hasta WrestleMania VI el 1 de abril de 1990, cuando Demolition recuperó los Títulos. Tras el partido Heenan culpó a André por la pérdida de los títulos y después de gritarle le dio una bofetada en la cara; André respondió con una bofetada, cambiando a Face por primera vez en tres años.

#### 1990-1992
André continuó haciendo apariciones en la WWF en todo 1990 y 1991. Llegó en ayuda de The Big Boss Man en su partido en  WrestleMania VII contra Mr.Perfect. 
Estaba anunciado para entrar en el Royal Rumble de 1991, pero se retiró debido a una lesión en la pierna. André finalmente regresó a la acción el 26 de abril de 1991 en un Tag Team de seis hombres donde su equipo ganó. El 10 de mayo participó en un Battle Royal de 17 hombres en House Show (Ganado por Kerry Von Erich).

### All Japan Pro Wrestling y Universal Wrestling Association (1990-1992)
Después de WrestleMania VI , André pasó el resto de su carrera en el ring en el All Japan Pro Wrestling ( AJPW ) y la Universal Wrestling Association de México. Recorrió con AJPW tres veces por año, a partir de septiembre de 1990 y 1992 por lo general haciendo equipo con Giant Baba en los partidos de equipo. Hizo su última gira de México a través de abril y mayo de 1992 en una selección de tag team de seis hombres. Su combate final fue en AJPW en diciembre de 1992.

## Fallecimiento
Murió a la edad de 46 años, a consecuencia de una insuficiencia cardiaca, mientras dormía en su habitación de hotel el 28 de enero de 1993 en París, Francia, donde se alojaba para asistir al funeral de su padre. Fue incinerado y sus cenizas llevadas a su hogar y esparcidas en su rancho de Carolina del Norte, según sus últimos deseos.

## Legado
- En 1993, cuando la entonces World Wrestling Federation creó el Salón de la Fama de la WWF, André the Giant fue el miembro inaugural[4] (y el único miembro de 1993).
- André fue la inspiración para la película de 1998 My Giant, escrita por su amigo Billy Crystal, a quien había conocido durante el rodaje de The Princess Bride.

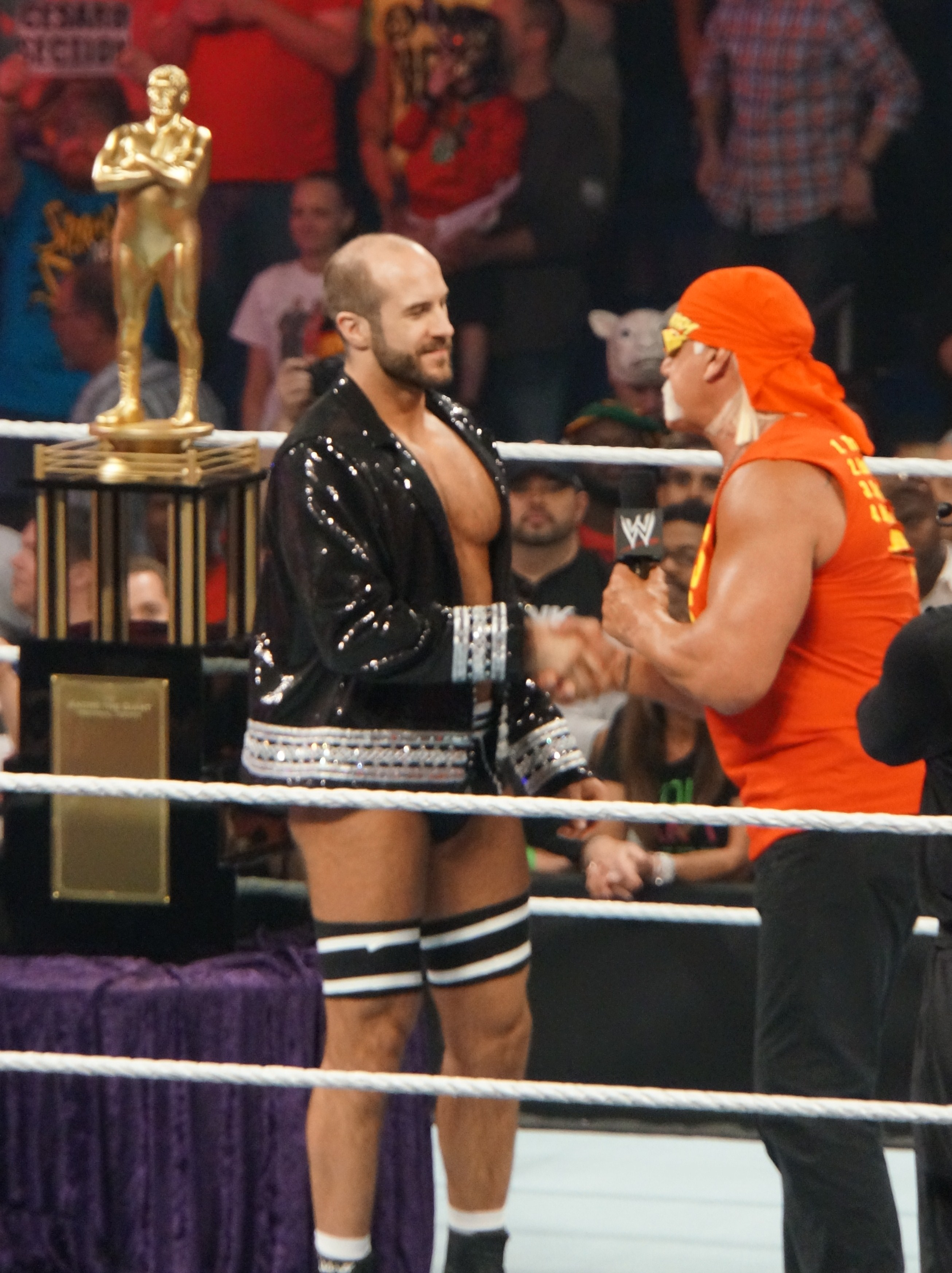
Cesaro, primer ganador del André the Giant Memorial Battle Royal en WrestleMania XXX.

- Cesaro, primer ganador del André the Giant Memorial Battle Royal en WrestleMania XXX.Paul Wight, conocido como el Big Show, es más similar en la estructura del cuerpo a André que cualquier otro luchador desde la muerte de André. Fue presentado originalmente como el hijo de André durante su paso por la WCW (cuando era conocido simplemente como «The Giant») a pesar de no guardar relación biológica.[11] Aunque también sufría de gigantismo, a diferencia de André, Wight se sometió a una cirugía en su glándula pituitaria en la década de 1990, la cual logró detener el progreso de su afección. El exluchador Gigante González sufrió de problemas similares a los que André tenía cerca del final de su vida y murió en 2010 debido a complicaciones de diabetes.
- En 1999, André fue objeto de un episodio de A&E Biography, titulada André the Giant: Larger Than Life. El documental cubre a André desde su infancia y primeros años de vida en Francia, así como el comienzo de su carrera en la lucha libre, su lucha con la acromegalia, su vida personal, y sus últimos años. El hermano de André, Jacques Roussimoff, fue entrevistado para el documental, al igual que sus compañeros y también personalidades de lucha libre como Gorilla Monsoon, Arnold Skaaland, Vince McMahon, Freddie Blassie, Killer Kowalski, René Goulet, Tim White y Frenchy Bernard, así como el historiador de lucha libre Sheldon Goldberg. Varios de los amigos de toda la vida de la ciudad natal de André fueron entrevistados también. El documental describe André como la «primera y única atracción internacional» de la lucha libre y que "«en sus anchos hombros, la lucha libre se levantó de su estatus de un deporte cuestionable para convertirse en un gran negocio, y algunos podrían argumentar, arte de acción».
- El icono Obey se originó a partir de carteles que el artista Shepard Fairey creó basándose en una foto de André the Giant que había encontrado en un periódico.[12]
- El personaje de videojuegos de Capcom Hugo, de la serie Street Fighter (conocido como Andore en la serie Final Fight) se basa en él.
- La novela gráfica de 2014 André the Giant: The Life and the Legend, escrita y dibujada por Box Brown, cuenta la historia de la vida y la carrera de André. La investigación para el libro incluyó entrevistas con los compañeros luchadores y actores de André como Christopher Guest, Mandy Patinkin y otros.
- En el episodio del 10 de marzo de 2014 de Raw, el anfitrión de WrestleMania XXX, Hulk Hogan anunció que en honor al legado de André, estaba estableciéndose el André the Giant Memorial Battle Royal, que tendría lugar en cada WrestleMania, que posteriormente se trasladaría al último SmackDown previo al evento, y el ganador recibirá el trofeo en memoria de André the Giant (hecho a semejanza de André).[13]

## Campeonatos y logros
- Championship Wrestling from Florida
  - NWA Florida Tag Team Championship (1 vez) — con Dusty Rhodes
- International Pro Wrestling
  - IWA World Tag Team Championship (1 vez) — con Michael Nader
- NWA Tri-State
  - NWA United States Tag Team Championship (Versión tri-estatal) (1 vez) — con Dusty Rhodes
- Professional Wrestling Hall of Fame and Museum 
  - Clase de 2002
- Stampede Wrestling
  - Stampede Wrestling Hall of Fame[14]
- World Championship Wrestling (Australia)
  - NWA Austra-Asian Tag Team Championship (1 vez) — con Ron Miller
- World Wrestling Federation
  - WWF World Heavyweight Championship (1 vez)
  - WWF Hall of Fame (1993)
  - WWF Tag Team Championship (1 vez) — con Haku
- Pro Wrestling Illustrated
  - PWI Luchador más popular del año - 1977
  - PWI Luchador más popular del año - 1982
  - PWI Lucha del año - 1981 con Killer Khan 2 de mayo
  - PWI Lucha del año - 1988 contra Hulk Hogan The Main Event
  - PWI Luchador más odiado del año - 1988
  - PWI Premio del editor - 1993
  - Situado en el N°116 en los PWI 500 del 1991[15]
  - Situado en el N°491 en los PWI 500 del 1992[16]
  - Situado en el Nº3 dentro de los 500 mejores luchadores de la historia - PWI Years, 2003[17]
- Wrestling Observer Newsletter
  - VENCEDOR de la contienda del año (1981) vs. Killer Khan
  - VENCEDOR del luchador más embarazoso (1989)
  - VENCEDOR de la peor contienda del año (1984) vs. Big John Studd
  - VENCEDOR de la peor contienda del año (1989) vs. The Ultimate Warrior
  - VENCEDOR de la peor lucha del año (1987) vs. Hulk Hogan at WrestleMania III
  - VENCEDOR de la peor lucha del año (1989) vs. The Ultimate Warrior on October 31
  - VENCEDOR del peor equipo (1990, 1991) con Giant Baba
  - VENCEDOR del peor luchador (1989, 1991, 1992)
  - Wrestling Observer Newsletter Hall of Fame (1996)